# Relief (Kartografie)

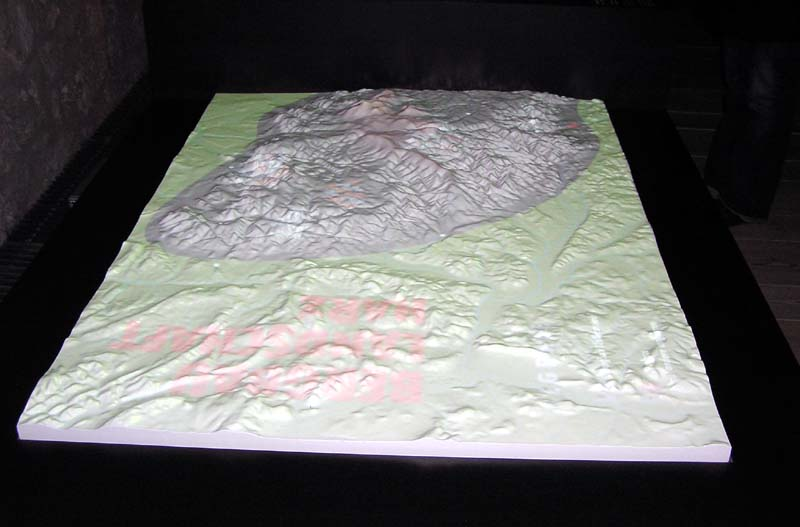
Reliefmodell des Harzes

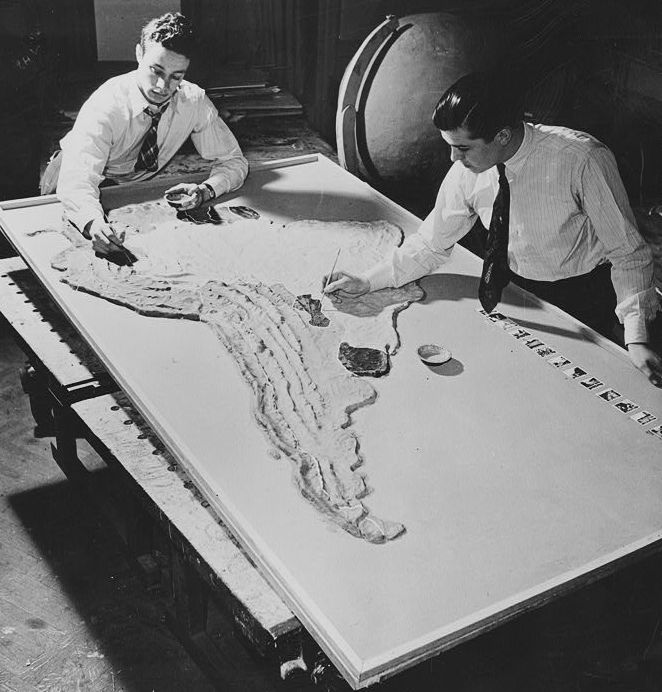
Zwei Kartografen bemalen ein Relief von Südamerika

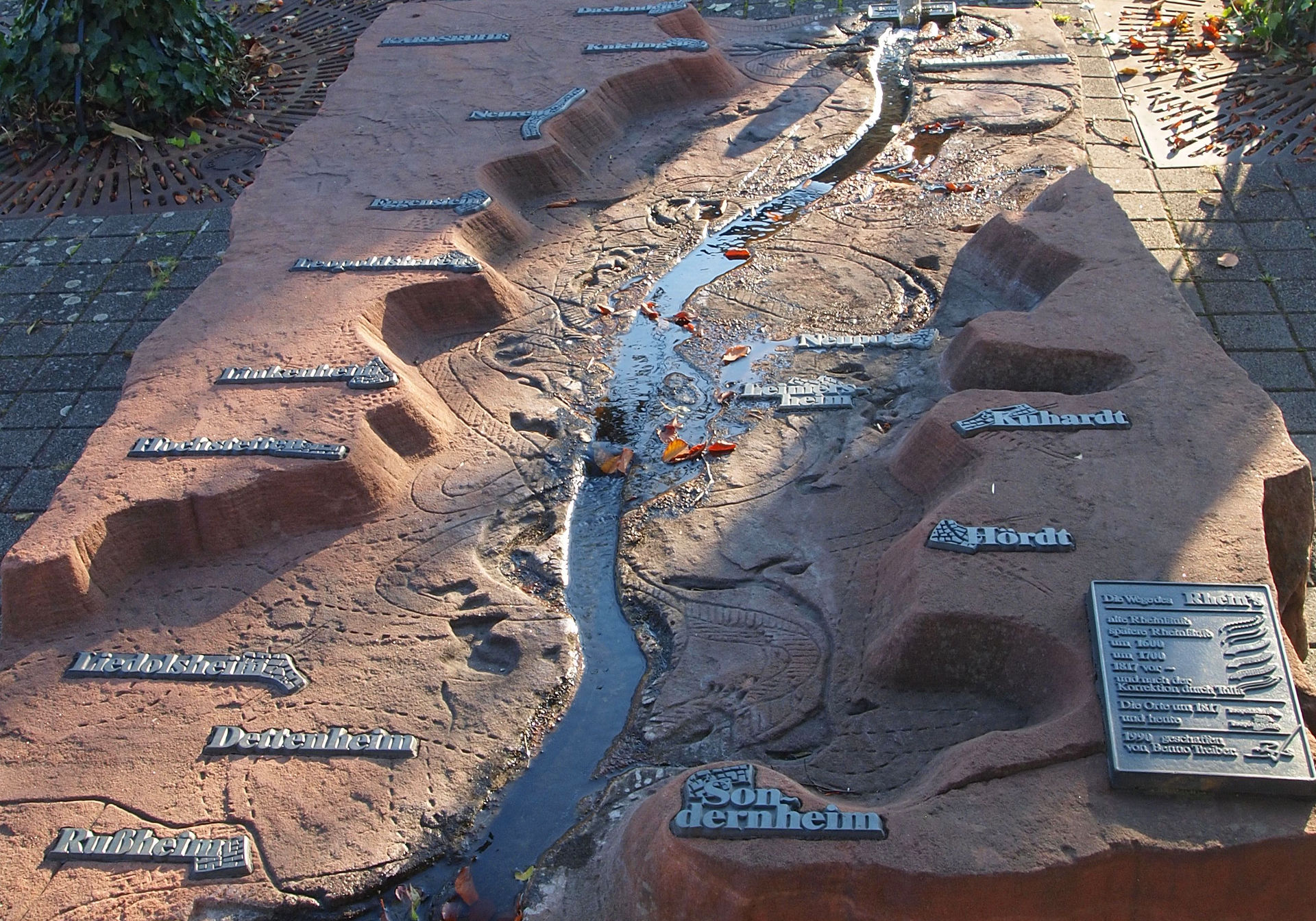
Steinrelief der Rheinbegradigung

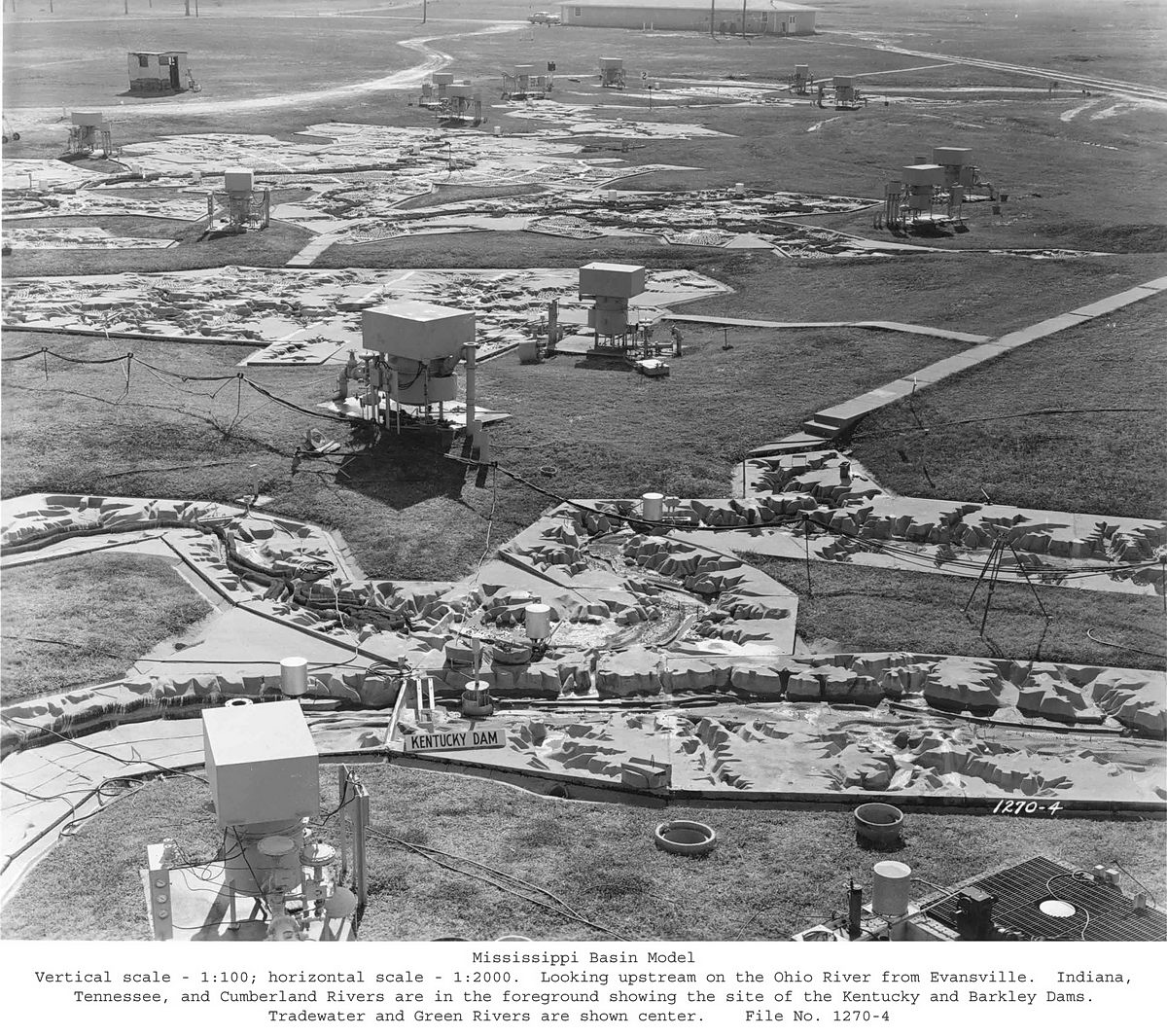
Reliefmodell des Tennessee River, im Vordergrund der Kentucky Dam

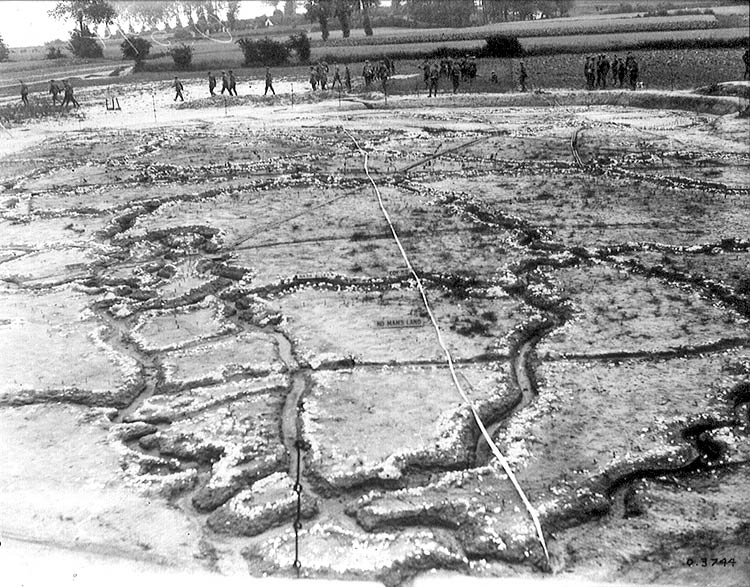
Reliefmodell der deutschen Schützengräben im Nordwesten von Lens (September 1918)

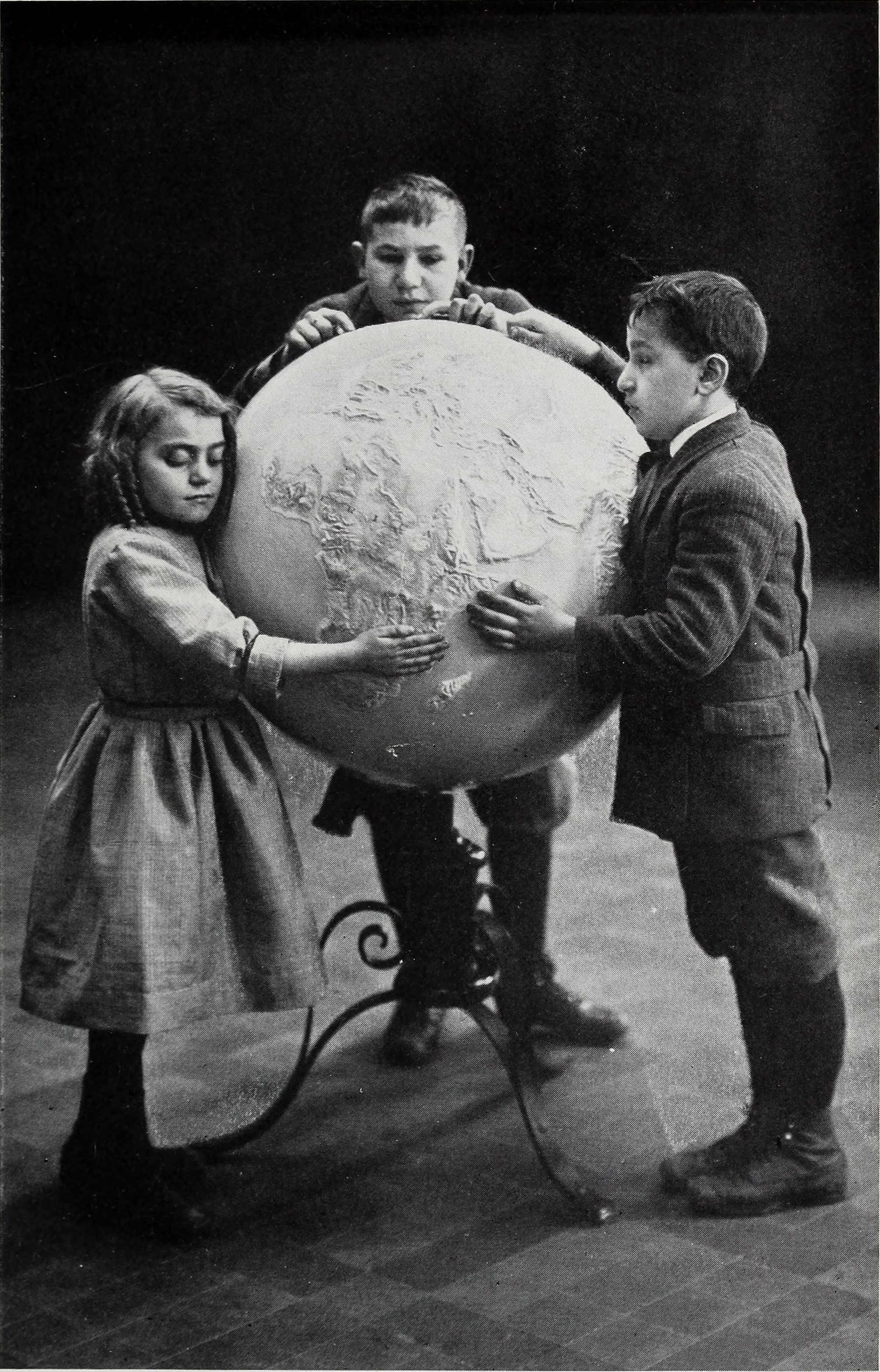
Blinde Kinder ertasten einen Relief-Globus

Als kartografisches Relief (auch Reliefmodell oder Geoplastik genannt) wird in der Kartografie eine maßstäbliche, dreidimensional-physikalische Nachbildung eines Teiles der Erdoberfläche mit Hervorhebung des Geländes bezeichnet. Reliefmodelle werden zumeist überhöht, damit der Betrachter die charakteristischen Oberflächenformen des dargestellten Gebietes leichter wahrnehmen kann.

## Verwendung
Kartographische Reliefs kommen z. B. im Schulunterricht zum Einsatz.
Geprägte Reliefdarstellungen aus Kunststofffolie findet man u. a. in der Tourismuswerbung, um den Gästen die Landschaft (z. B. Skigebiet mit Liften) plastisch vor Augen führen zu können.
Eine Besonderheit sind Reliefs von Landschaften, welche besonders im 19. und angehenden 20. Jahrhundert beliebt wurden. Hier werden – stark verkleinert – Landschaften reliefartig – also räumlich – dargestellt. Herausragende Reliefbaukünstler der Schweiz waren vor allem Xaver Imfeld und Eduard Imhof.
In der militärischen Stabsarbeit werden kartographische Geländereliefmodelle für die Planung eigener Operationen und die Beurteilung von gegnerischen Operationsmöglichkeiten benutzt.

## Überhöhung
Überhöhung ist die Vergrößerung des Höhenmaßstabes gegenüber dem Längenmaßstab. Das Maß der Überhöhung ist vom Geländetyp und vom Maßstab des Reliefmodells abhängig. Reliefmodelle von Hochgebirgslandschaften sollten gar nicht überhöht werden. Für Mittelgebirge sind Überhöhungsfaktoren von 2 bis 4 üblich, für Flachländer in Ausnahmefällen bis zum Faktor 10.

## Herstellung
Heute erfolgt die Herstellung von Reliefmodellen vor allem auf der Grundlage von digitalen Geländemodellen mit modernen Fräsmaschinen.
Alternativ können Reliefs in hoher Stückzahl durch Tiefziehen von Kunststoffen hergestellt werden.

## Geschichte
Das erste derzeit bekannte kartografische Relief in Europa, welches das Gebiet um Kufstein in Österreich abbildet, wurde von dem österreichischen Maler und Kartografen Paul Dax in der ersten Hälfte des 16. Jahrhunderts angefertigt. In China war diese Darstellungsweise jedoch schon weitaus früher bekannt.

## Größte kartografische Reliefs
In Villach in Kärnten befindet sich eine 1913 errichtete Landschaftsplastik, bei der ganz Kärnten in einem Maßstab von 1:10.000 verkleinert auf einer Gesamtfläche von 182 m² dargestellt wurde.
In den 1970er Jahren wurde im schottischen Eddleston die Great Polish Map of Scotland errichtet. Sie zeigt Schottland (mit Ausnahme der Orkney- und der Shetlandinseln) ebenfalls im Maßstab 1:10.000. Einschließlich des umgebenden Wasserbeckens nimmt sie eine Fläche von 1590 m². Die dargestellte Landfläche alleine bedeckt eine Fläche von 780 m².

## Ausstellung von Reliefs
Schweiz
Das Schweizerische Alpine Museum in Bern verfügt mit mehr als 250 Ausstellungsobjekten über die weltweit größte Bergreliefsammlung der Welt.
Deutschland
Große Reliefsammlungen in Deutschland haben bzw. hatten unter anderem das Alpinmuseum in Kempten im Allgäu und das Dresdener Kartographieinstitut.

## Bekannte Geoplastiker
- Karl Wenschow (1884–1947): Das nach ihm benannten Verfahren schuf die Grundlagen für die industrielle Herstellung von kartografischen Präzisions-Reliefs.
- Franz Ludwig Pfyffer (1716–1802)
- Karl Wilhelm Kummer (1785–1855)[3]
- Franz Keil (1822–1876)
- Xaver Imfeld (1853–1909)
- Eduard Imhof (1895–1986)
- Toni Mair (1940–2015)[4][5]
- Joachim Eugen Müller (1752–1833)